# Світовий день молоді 2016
50°01′39″ пн. ш. 20°05′22″ сх. д. / 50.027633333333° пн. ш. 20.089358333333° сх. д.
Світовий День Молоді 2016 (СДМ, пол. Światowe Dni Młodzieży 2016) — міжнародний католицький з'їзд молоді відбувся 26-31 липня в Кракові (Польща). Його проведення було запропоновано папою Франциском під час останньої меси 28 Світового Дня Молоді в Ріо-де-Жанейро. 13 квітня 2014 року молодь Бразилії передала Хрест Світового Дня Молоді і ікону Матері Божої представникам Польщі.

## Кандидати для організації
Офіційними кандидатами для організації Світового Дня Молоді 2016 були: Краків, Лондон, Рига, Сеул. Оголошення місця проведення наступного Світового Дня Молоді відбулося 28 липня в Ріо-де-Жанейро папою Франциском.
Зусилля для організації СДМ у Кракові взяв на себе кардинал Станіслав Дзівіш. Вони були підтримані Конференцією польського єпископату та органами місцевого самоврядування.
Це було друге після Світового Дня Молоді 1991 святкування такого типу в Польщі.

## Духовна підготовка
Під час першої організаційної зустрічі 10 вересня 2013 року єпархіальних координаторів і місцевого організаційного комітету СДМ оголошено попередню програму духовної підготовки. Паломництво ікони Salus Populi Romani і хреста СДМ розпочалося у Вербну неділю 13 квітня 2014 року. 14 квітня 2014 року ікона і хрест були у Познанській архідієцезії, звідки помандрували до інших дієцезій. У кожній дієцезії вони залишаються на 20 днів. Паломництво закінчиться в Кракові. Також є інформація про нову ініціативу «Білет для Брата», яка дозволить узяти участь в СДМ бідній молоді зі Східної Європи

### Щомісячна свята меса
У костелі Святого Хреста в Кракові кожного 16-го дня місяця о 18:00 год. відбувається урочиста свята меса у намірі СДМ Краків 2016.

## Організація

### Дні головних урочистостей
Організатори планували, що СДМ відбудеться в останній тиждень 2016 року. Папська рада у справах мирян спільно з організаторами папських подорожей подали неофіційну дату з 25 липня до 1 серпня, цю дату має підтвердити папа Франциск. 7 березня 2014 року кардинал Станіслав Дзівіш оголосив, що папа Франциск надав офіційну дату зустрічі з молоддю, і вона відбудеться 26-31 липня 2016 року.

### Місце головних урочистостей
Серед можливих місць були: Краківський луг (недолік цього місця є невелика площа, щоб вмістити всіх учасників), аеропорт Краків-Побєднік (недолік цього місця є погане транспортне сполучення). Іншим можливим місцем проведення церемонії є військовий полігон в краківських Пиховіцах. На зустрічі 10 вересня 2013 р. було вибрано санктуарій Божого Милосердя як місце проведення Хресної Дороги.
Кардинал Станіслав Дзівіш повідомив, що головні урочистості відбудуться на Краківському лузі. Зустріч також має відбутися в парку ім. Генрика Йордана, на двох стадіонах, а також в університетському кампусі. Хресна дорога має відбутись вздовж р. Вісла. Організатори планують, що папа міг би плисти на кораблі, а молодь могла б іти бульварами.

### Фінансові питання
Вважається, що вартість становила 200 млн злотих[джерело?].

## Гімн СДМ
Прем'єра офіційного гімну СДМ у Кракові-2016 відбулася 6 січня 2015 р., у свято Богоявлення, на завершення процесії Трьох Царів — традиційної різдвяної акції в Кракові. Учасники процесії могли почути виконання гімну наживо, на Головному Ринку о 12.00. Автором слів і музики став Якуб Блихаж.
Презентація української версії гімну відбулася 17 вересня 2015 року у Львові. Його автори та виконавці — Олексій Каплунський і Христина Підлісецька з молодіжного християнського гурту «Кана», Анна Заячківська, отець Олексій Саранчук і хор «Осанна»

### Текст польською
Wznoszę swe oczy ku górom, skąd

Przyjdzie mi pomoc;

Pomoc od Pana, wszak Bogiem On

Miłosiernym jest!

Kiedy zbłądzimy, sam szuka nas,

By w swe ramiona wziąć,

Rany uleczyć Krwią swoich ran,

Nowe życie tchnąć!

Błogosławieni miłosierni,

albowiem oni miłosierdzia dostąpią!

Gdyby nam Pan nie odpuścił win,

Któż ostać by się mógł?

Lecz On przebacza, przeto i my

Czyńmy jak nasz Bóg!
Pan Syna Krwią zmazał wszelki dług,

Syn z grobu żywy wstał;

«Panem jest Jezus» — mówi w nas Duch.

Niech to widzi świat!
Więc odrzuć lęk i wiernym bądź,

Swe troski w Panu złóż

I ufaj, bo zmartwychwstał i wciąż

Żyje Pan, Twój Bóg!

### Текст українською
1.Очі підношу до неба,

звідки надія прийде.

Поміч від Бога, бо Він для нас є

Милосердний Бог

2.Як заблукаєм шукає нас,

щоб взяти в обійми свої.

Рани занурити в кров своїх ран,

життя вдихнути в нас.

Приспів:

Блаженні милосердні, бо лиш вони зазнають в Бога милосердя

3.Якби нам Господь не простив гріха,

Хто б залишився живим?

Він всім прощає, тому й і ми -

Чинімо як наш Бог! 

4.Бог кров'ю сина стер всякий борг.

Син бо живим з гробу встав.

Ісус Богом є — говорить в нас Дух.

Нехай це знає світ.

Брідж:

Тож страх відкинь і вірним будь,

Проблеми Богу дай.

І довіряй Йому, бо Він воскрес

Бог, Твій Цар Живе!

## Дивись також
День молоді